# Deoband
Deoband è una suddivisione dell'India, classificata come municipal board, di 81.706 abitanti, situata nel distretto di Saharanpur, nello stato federato dell'Uttar Pradesh. In base al numero di abitanti la città rientra nella classe II (da 50.000 a 99.999 persone).

## Geografia fisica
La città è situata a 29° 41' 60 N e 77° 40' 60 E e ha un'altitudine di 247 m s.l.m..

## Società

### Evoluzione demografica
Al censimento del 2001 la popolazione di Deoband assommava a 81.706 persone, delle quali 45.416 maschi e 36.290 femmine. I bambini di età inferiore o uguale ai sei anni assommavano a 12.170, dei quali 6.575 maschi e 5.595 femmine. Infine, coloro che erano in grado di saper almeno leggere e scrivere erano 46.191, dei quali 28.247 maschi e 17.944 femmine.

## Cultura
La città è assai nota nel mondo islamico per ospitare l'importante centro d'insegnamento religioso, la Dar al-ʿUlum ("Casa delle scienze"), fondata tra gli altri da Hajji Muhammad ʿĀbid Husayn.